# Advanced Satellite for Cosmology and Astrophysics
El Advanced Satellite for Cosmology and Astrophysics (en inglés, "Satélite Avanzado en Cosmología y Astrofísica"), conocido también por sus siglas ASCA o como ASTRO-D es la cuarta misión japonesa en el campo de la astronomía en rayos X (lanzada por la ISAS), y la segunda en la que Estados Unidos colabora con parte de la carga científica. El satélite fue lanzado correctamente el 20 de febrero de 1993 pero tras una tormenta magnética el 14 de julio de 2000 se perdió el control sobre su altitud, por lo que no se pudieron volver a realizar observaciones científicas. Finalmente se quemó en la atmósfera el 2 de marzo de 2001.
Tenía una órbita de entre 500 y 600 km de altura con un período de 95 minutos, pesaba 420 kg y tenía un diámetro de unos 120 cm. Contaba con los siguientes instrumentos a bordo:
- 4 XRT (X Ray Telescopes/ Telescopio de rayos x)
- GIS (Gas Imaging Spectrometer/Cámara del espectrómetro de gases)
- SIS (Solid-state Imaging Spectrometer/Cámara del espectrómetro de estado sólido)